# Nejdek
Nejdek (Duits: Neudek) is een stadje in de Tsjechische regio Karlsbad. De gemeente ligt op een hoogte van 568 meter, in het Boheemse deel van het Ertsgebergte. De stad ligt ongeveer 15 kilometer ten noordwesten van de districtshoofdstad Karlsbad. Naast de stad Nejdek zelf liggen ook de dorpen Bernov, Fojtov, Lesík, Lužec, Oldřichov, Pozorka, Suchá, Tisová en Vysoká Štola binnen de gemeente.

## Geschiedenis
De plaats werd gesticht naar aanleiding van de mijnbouw in het gebied. In het jaar 1340 werd Nejdek voor het eerst schriftelijk vermeld. Stadsrechten kreeg het in 1602.
In de 19e eeuw ontwikkelde de stad zich tot een belangrijke industrieplaats. In 1830 woonden er 1978 mensen in Nejdek, in 1939 waren dit er 8441. Doordat de Duitse inwoners na de Tweede Wereldoorlog werden verdreven waren er in 1947 nog maar 5748 inwoners over.

## Vervoer
Door de gemeente loopt een spoorlijn van Karlsbad naar Johanngeorgenstadt (Duitsland). Aan de lijn liggen binnen de gemeente zes stations. In het zuiden komt de spoorlijn de gemeente binnen, waarna het station Suchá (tussen de dorpen Pozorka en Suchá), station Nejdek en station Nejdek zastávka (beiden in Nejdek) passeert. Aan de noordwestkant verlaat de lijn de gemeente, om de plaatsen Vysoká Pec en Nové Hamry aan te doen. In het noorden van de gemeente komt de lijn weer binnen, voor het traject langs de stations station Tisová u Nejdku (in Tisová), station Nové Hamry zastávka (ten zuiden van Nové Hamry) en station Oldřichov u Nejdku (ten noorden van Oldřichov) komt. Ten slotte verlaat de lijn de gemeente weer in het noordoosten.

## Partnerstad
- Johanngeorgenstadt, Duitsland

Abertamy · Andělská Hora · Bečov nad Teplou · Bochov · Boží Dar · Božičany · Bražec · Březová · Černava · Čichalov · Dalovice · Děpoltovice · Doupovské Hradiště · Hájek · Horní Blatná · Hory · Hroznětín · Chodov · Chyše · Jáchymov · Jenišov · Karlsbad (Karlovy Vary) · Kolová · Krásné Údolí · Krásný Les · Kyselka · Merklín · Mírová · Nejdek · Nová Role · Nové Hamry · Ostrov · Otovice · Otročín · Pernink · Pila · Potůčky · Pšov · Sadov · Smolné Pece · Stanovice · Stráž nad Ohří · Stružná · Šemnice · Štědrá · Teplička · Toužim · Útvina · Valeč · Velichov · Verušičky · Vojenský újezd Hradiště · Vojkovice · Vrbice · Vysoká Pec · Žlutice